# Parti populaire (Espagne, 1976)
Ne doit pas être confondu avec Parti populaire (Espagne).
Pour les articles homonymes, voir Parti populaire.
Le Parti populaire (en espagnol : Partido Popular, « PP ») est un ancien parti politique espagnol fondé par deux anciens hauts fonctionnaires franquistes, Pío Cabanillas et José María de Areilza, en 1976, au début de la transition démocratique. De centre-droit, il rassemble des personnalités très diverses, parmi lesquelles des réformistes du régime franquiste regroupés autour du Groupe Tácito.

## Histoire
L'enregistrement du parti sous le nom de «Partido Popular» est réalisé par Juan Antonio Ortega et Manuel Fraile Clivilles, dans le cadre de la loi sur les associations politiques du 14 juin 1976. Le 2 octobre suivant, le ministère de l'Intérieur rend publique la liste des dix premiers partis acceptés dans le Registro de Asociaciones Políticas (« Registre des associations politiques »), le PP figurant parmi les trois ayant reçu l'approbation du Conseil des ministres.[réf. nécessaire]
Il tient son premier congrès à Madrid les 5 et 6 février 1977, qui est d'une ampleur comparable à celui du PSOE du mois de décembre précédent.[réf. nécessaire] Lors de ce congrès, Areilza s’impose comme première figure de la formation.
Autour du parti s'organise une coalition appelée Centre Démocratique — formée le 20 janvier 1977 —, qui servira d'embryon à l'Union du centre démocratique, parti qui sera aux commandes de la transition démocratique sous la présidence du futur chef du gouvernement Adolfo Suárez. Suárez pose le départ d'Areilza, incarnant une posture plus autoritaire et conservatrice, comme condition préalable pour éviter les rivalités, une demande acceptée par le parti, de sorte que celui-ci démissionne du PP le 24 mars 1977.
Après son départ d'UCD, Areilza fonde action citoyenne libérale (es), qui se présente aux élections générales de 1979 en coalition avec le parti post-franquiste Alliance Populaire dirigé par Manuel Fraga, au sein de la dénommée « Coalition démocratique » (CD), et est élu député au Congrès. Cependant, il réintègre UCD en 1982 lors des élections générales suivantes.[réf. nécessaire]
Pío Cabanillas devient l'un des principaux dirigeants d'UCD ; il est ministre dans deux gouvernement de Suárez (Suárez II et Suárez III) puis dans celui de Leopoldo Calvo-Sotelo.
Révélateur de tensions autour du processus de transition dans le camp conservateur, un secteur du PP s'oppose à son intégration dans l'UCD en 1977. Sa branche catalane, dirigée par Antonio de Senillosa (es), quitte la coalition et se présente au sein de CD aux élections de 1979, Senillosa étant élu député pour Barcelone.
Le 12 décembre 1977, le parti décide sa dissolution et son intégration dans UCD.

## Partis membres
Le Parti populaire était composé de sept partis régionaux : 
- Le Parti populaire estrémègne (en espagnol : Parti Popular Extremeño), dirigé par Rodríguez Requera et Luis Ramallo García.
- Le Parti Populaire de Catalogne (Partido Popular de Catalunya).
- Le Parti populaire régional valencien autonomiste (Partido Popular Regional Valenciano Autonomista), dirigé par Emilio Attard, J. Aguirre de la Hoz et J. R. Pin Arboledas[6] ;
- Le Parti populaire d'Orense (Partido Popular de Orense), dirigé par E. Gómez Franqueira, E. Reverter, J. A. Trillo, J. Quiroga Suárez et J. Rodríguez Reza.
- Le Parti populaire aragonais (Partido Popular Aragonés), dirigé par León J. Buil et César Escribano ;
- Le Parti populaire alicantin autonome (Partido Popular Alicantino Autónomo), dirigé par J. María Pérez Hikman, Antonio Espinosa et Ramón Sancho ;
- Le Parti populaire baléares (Partido Popular Balear), dirigé par R. Ciar Garau et Francisco Gari.